# Orthomorpha roseipes
Orthomorpha roseipes är en mångfotingart som beskrevs av Pocock 1895. Orthomorpha roseipes ingår i släktet Orthomorpha och familjen orangeridubbelfotingar. Inga underarter finns listade i Catalogue of Life.